# 邱遠才
邱 遠才（きゅう えんさい、Qiu Yuancai、生年不詳 - 1868年）は、太平天国の指導者の一人。邱老虎と号された。
広西省出身。陳玉成の部隊に属し、1861年に挙げた戦功により「淮王」の称号を与えられた。その後捻軍と共同作戦を実施、邱遠才は黒旗旗主となっている。1866年10月、捻軍が河南省許州で兵力を二分した際には西捻軍に参加し、張宗禹らとともに陝西省に遠征した。1868年3月、西捻軍は東捻軍の救援のために北京に進撃するが、邱遠才はその途上の深州饒陽での清軍との交戦により幼沃王張禹爵とともに戦死している。